# Żywy trup (film 1929)
Żywy trup (ros. Живой труп, niem. Der lebende Leichnam) – radziecko-niemiecki czarno-biały film niemy z 1929 roku w reżyserii Fiodora Ocepa oparty na podstawie dramatu o tej samej nazwie Lwa Tołstoja. W roli głównej Wsiewołod Pudowkin. 

## Obsada
- Wsiewołod Pudowkin jako Fiodor Protasow
- Maria Jacobini jako Liza
- Viola Garden jako Sasza (siostra Lizy)
- Julia Serda jako Anna Pawłowna
- Nato Vachnadze jako Masza
- Gustav Diessl jako Wiktor Karenin
- Wiera Mariecka jako prostytutka
- Daniił Wwiedienski jako Artiemjew
- Władimir Uralski jako Pietuszkow
- Boris Barnet jako marynarz w gospodzie
- Carola Höhn
- Karl Junge-Swinburne
- Porfiri Podobed
- Piotr Riepnin
- Sylvia Torf